# 앤드류 월즈
앤드류 월즈 (Andrew Finlay Walls, 1928년 4월 28일 ~ 2021년 8월 12일)는 에딘버그 대학교의 교회사 교수였으며, 영국의 선교 역사가, 아프리카 교회의 역사에 대한 선구적인 연구와 세계 선교역사학 분야의 개척자로 가장 잘 알려져 있다. 월즈 박사는 1957년 감리교 선교사로 파송을 받아 아프리카 시에라리온의 포라베이대학에서 교회사 교수로 사역했고, 나이지리아대학에서도 교수로 봉직했다. 1966년 영국 에버딘대 스코틀랜드선교연구소 소장을 거쳐 에든버러대에서 비서구 세계기독교 연구센터를 창설해 초대 소장을 지내면서 기독교 중심의 이동을 꾸준히 연구해왔다. 예일대 역사학자이자 선교신학자인 라민 사네 교수와 세계적 역사신학자 마크 놀 교수는 기독교 역사속에서 선교 운동에 대한 권위자로 평가한다.

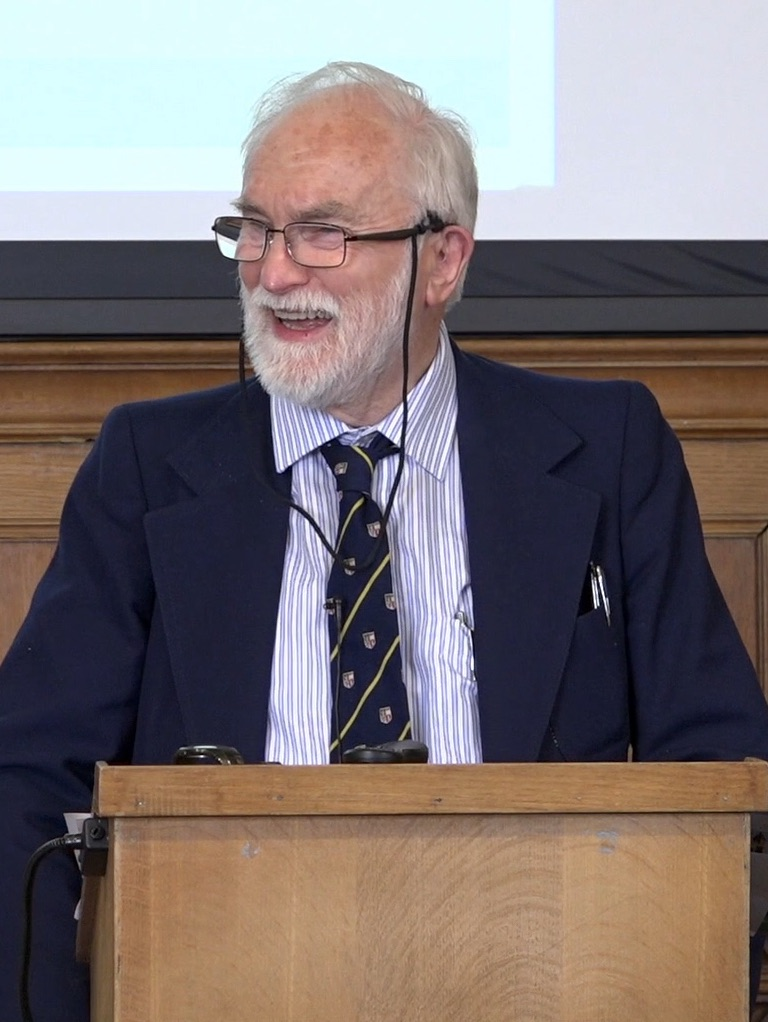
선교역사학자 앤드류 월즈